# Route 211 (Nouvelle-Écosse)
Pour les articles homonymes, voir Route 211.
La route 211 est une route secondaire de la Nouvelle-Écosse d'orientation ouest-est principalement, située dans le sud-est de la province. Elle est située près de la côte Atlantique, directement au sud d'Antigonish et à l'ouest de Canso. De plus, elle traverse une région essentiellement boisée, mesure 35 kilomètres, et est une route pavée sur toute sa longueur.

## Tracé
La 211 débute sur la route 7 à Stillwater. Elle commence par se diriger vers le sud-est pendant 15 kilomètres, suivant le havre des Indiens (Indian Harbour). Elle suit ensuite la côte en traversant Port Bickerton, et en étant légèrement plus sinueuse. Elle tourne ensuite vers le nord, jusqu'à la rivière Country, qu'elle traverse à l'idée d'un traversier. Elle rejoint ensuite la route 316, où elle se termine à Isaac Harbour North.

## Intersections principales
| Route 211            |                      |    |                                                    |                            |
| Comté                | Location             | km | Intersection/Destinations                          | Notes                      |
| Comté de Guysborough | Stillwater           | 0  | R-7, Antigonish, Sheet Harbour, Dartmouth, Halifax | extrémité ouest de la 211  |
| Comté de Guysborough |                      | 32 | Traverse de la rivière Country                     | traverse sur un traversier |
| Comté de Guysborough | Isaacs Harbour North | 35 | R-316, Canso, Goshen                               | extrémité nord de la 211   |
| Bleu: Cours d'eau    |                      |    |                                                    |                            |

## Communautés traversées
- Stillwater
- Jordanville
- Indian Harbour Lake
- Port Hilford
- Holland Harbour
- Harpellville
- Bickerton West
- Port Bickerton
- Isaacs Harbour North